# Szuzuki Daiszuke
Szuzuki Daiszuke (Tokió, 1990. január 29. –) japán válogatott labdarúgó.
A japán U23-as válogatott tagjaként részt vett a 2012. évi nyári olimpiai játékokon.

## Statisztika
| Japán válogatott | Japán válogatott | Japán válogatott |
| Időszak          | Mérk.            | gól              |
| ---------------- | ---------------- | ---------------- |
| 2013             | 1                | 0                |
| 2014             | 1                | 0                |
| Összesen         | 2                | 0                |